# 25 Eridani
25 Eridani är en orange jätte i stjärnbilden Eridanus. 
Stjärnan har visuell magnitud +5,55 och är synlig för blotta ögat vid god seeing. Den befinner sig på ett avstånd av ungefär 395 ljusår.